# مانولین بوئنو
مانولین بوئنو (انگلیسی: Manolín Bueno؛ زادهٔ ۵ فوریهٔ ۱۹۴۰) بازیکن فوتبال اهل اسپانیا است.
از باشگاه‌هایی که در آن بازی کرده‌است می‌توان به باشگاه فوتبال رئال مادرید، باشگاه فوتبال کادیس، و باشگاه فوتبال سویا اشاره کرد.
وی همچنین در تیم‌های ملی فوتبال زیر ۲۱ سال اسپانیا و Spain national football B team بازی کرده‌است.